# Uliocnemis negligens
Uliocnemis negligens är en fjärilsart som beskrevs av Louis Beethoven Prout 1925. Uliocnemis negligens ingår i släktet Uliocnemis och familjen mätare. Inga underarter finns listade i Catalogue of Life.